# Смілка приземкувата
Смі́лка приземкува́та (Silene supina) — вид трав'янистих рослин родини гвоздичні (Caryophyllaceae), поширений на півдні Європи й заході Азії. Етимологія: лат. supinus — «лежачий».

## Опис
Багаторічник 15–20 см заввишки. Чашечка 15–25 мм довжиною; пелюстки на 1/3 довше чашолистків, з нігтиками, вгорі трохи розширені. Коробочки майже рівні за довжиною карпофорам. Листки лінійно-ланцетні, 15–35 мм завдовжки, 1–3 мм завширшки.
Цвітіння відбувається в червні — серпні.

## Поширення
Європа: Україна, Болгарія, Греція, Македонія, Румунія; Азія: Вірменія, Туреччина.
В Україні поширена в степу і Гірському Криму (зрідка). Спорадично трапляється в Вінницькій, Дніпропетровській, Донецькій, Луганський, Кіровоградській, Запорізькій, Херсонській, Миколаївській та Одеській областях і Криму. Росте на сухих, бідних на гумус, карбонатних і гранітних кам'янистих відслоненнях, пісках.

## Охорона
В Україні вид перебуває під охороною — він занесений до переліків регіонально рідкісних рослин Дніпропетровської та Запорізької областей.
Основними негативними факторами є розробка кар'єрів, лісорозведення на пісках, рекреація в місцезростаннях виду.
Смілка приземкувата як елемент біорізноманіття охороняється в Луганському і Українському степовому природних заповідниках, Національному заповіднику «Хортиця» та ряді інших природоохоронних об'єктів України.